# Ålands Radio och TV
Ålands Radio och TV Ab, kortare ÅRTV, producerar public service på Åland samt distribuerar etersänd public service-radio och -tv från den finländska Rundradion och svenska SVT. Företaget bildades den 1 maj 1996, som ett aktiebolag ägt av landskapet Åland. År 2020 blev ÅRTV medlem i Nordvision.
Bolaget tog över den verksamhet Rundradion i Finland tidigare bedrev på Åland. Idag sänder bolaget lokalt producerad radio från 06.30 till 21.00 under vardagar, och mellan 08.00 och 18.00 på helgerna.
Digitalt publicerar ÅRTV innehåll också på webbsidan alandsradio.ax och i appen ÅRTV Play.

## Utbud
- Digital-TV
  - SVT1
  - SVT2
  - Kunskapskanalen
  - SVT Barn
  - SVT24
  - TV4 (Sverige)
  - Yle Fem (Finland)
  - Yle TV1 (Finland)
  - Yle TV2 (Finland)
- FM-radio
  - Ålands Radio
  - Yle Vega
  - Yle X3M
  - Sveriges Radio P1
  - Sveriges Radio P2
  - Sveriges Radio P3
  - Sveriges Radio P4, Stockholm
  - Yle Radio Suomi
- Webradio (RealAudio)
  - Ålands Radio

De analoga TV-sändningarna stängdes av under 2006.
Några DAB-radiosändningar förekommer inte.

## Finansiering
På Åland finansieras public services genom en medieavgift av skattenatur, inte via reklamintäkter eller myndighetsbeslut.
Medieavgiften, som är 127euro per år (2025), betalar varje person över 18 år med hemkommun på Åland, och som har en inkomst över 14 000 euro. Även samfund betalar medieavgift vid en beskattningsbar inkomst över 50 000 euro, denna avgift är 140 euro + 0,35% av den beskattningsbara inkomsten som överstiger 50 000 euro, dock maximalt 3 000 euro.
Allmänheten finansierar public service, och det innebär också att public service verkar i allmänhetens tjänst. ÅRTV:s åländska publik är ÅRTV:s uppdragsgivare.

## Riktlinjer
Den bärande idén i begreppet public service är att programverksamheten som finansieras med samhällsmedel är självständig och att innehållet inte påverkas av kommersiella eller offentliga intressen. Enligt denna princip jobbar ÅRTV i allmänhetens tjänst. ÅRTV ska granska makten och förmedla korrekt information till allmänheten. ÅRTV:s uppdrag bekräftas i regeringsprogrammet Ett tryggt, öppet och framtids säkrat Åland (2023): ”Public service har som huvuduppgift att sakligt och opartiskt granska och beskriva samhället och världen”. En av ÅRTV:s främsta uppgifter är att värna om det demokratiska systemet och försvara demokratins grundidéer.